# Campoplex hercynicus
Campoplex hercynicus är en stekelart som beskrevs av Horstmann 1985. Campoplex hercynicus ingår i släktet Campoplex och familjen brokparasitsteklar. Inga underarter finns listade.